# Ludovico Ludovisi
Ludovico Ludovisi (né  le 27 octobre 1595 à Bologne en  Émilie-Romagne, alors dans les États pontificaux et mort le 18 novembre 1632 dans la même ville) est un cardinal italien de l'Église catholique au XVIIe siècle qui a été nommé par le pape Grégoire XV.
Il est un neveu du pape Grégoire XV (1621-1623) et un cousin du cardinal Niccolò Albergati-Ludovisi (1645).

## Biographie

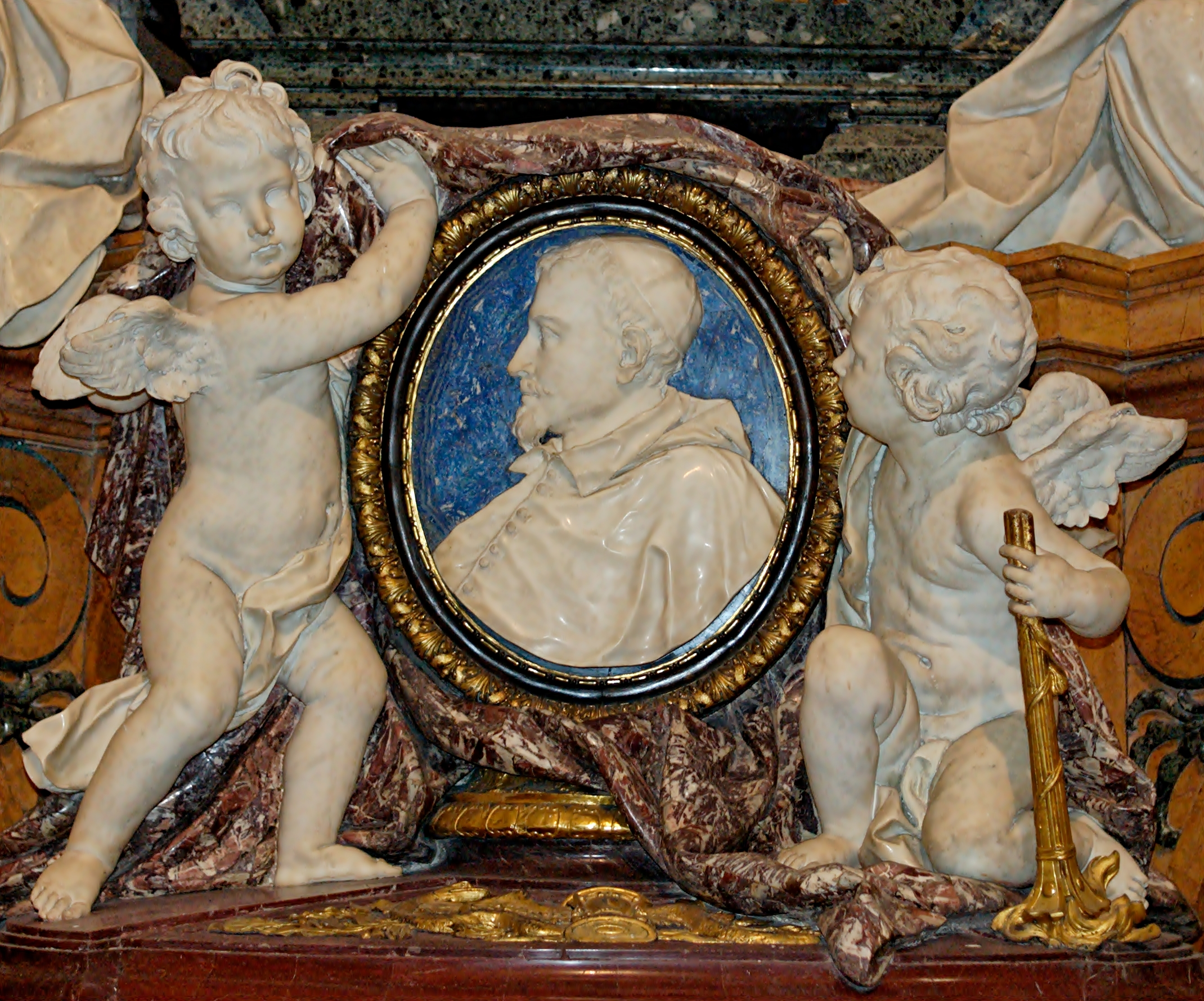
Médaillon du cardinal Ludovisi, à l'église Saint-Ignace de Rome, par Pierre Le Gros le jeune.

Ludovico Ludovisi exerce diverses fonctions au sein de la Curie romaine, notamment au Tribunal suprême de la Signature apostolique.
Il aurait été le commanditaire de La Vision de saint Jérôme peint par le Guerchin vers 1619-1620 et qui sera acquis en 1685 pour la collection du roi Louis XIV.
Le pape Grégoire XV le nomme cardinal lors du consistoire du 15 février 1621. Il est légat à Avignon de 1621 à 1623. Il est camerlingue de la Sainte Église de 1621 à 1623. 
Le cardinal Ludovisi est nommé archevêque de Bologne en 1621 mais reste à Rome en tant que préfet de la Signature des brefs apostoliques et de la Congrégation pour la Propaganda Fide de 1622 jusqu'à sa mort. Il est nommé vice-chancelier de la Sainte Église à  partir de 1623. Il est aussi abbé commendataire de S. Silvestro di Nonantola, S. Lorenzo in Campo à Urbino et de Saint-Martin-des-Champs en France.
Mgr Ludovisi participe au conclave de 1623, lors duquel Urbain VIII est élu pape.
Il meurt à Bologne le 18 novembre 1632 à l'âge de 37 ans.